# Бойко Илиев
Бойко Илиев е български режисьор и актьор.

## Биография
Роден е на 29 юли 1955 г. в София. Бойко Илиев е завършил актьорско майсторство при проф. Надежда Сейкова във ВИТИЗ „Кр. Сарафов“ през 1982 година. Получава режисьорско звание през 1990 година като театрален режисьор, а в Нов български университет завършва магистратура за филмово и телевизионно изкуство. Работи като актьор и режисьор в Шумен, Пазарджик, Монтана, Младежкия театър. През 1988 създава първия частен театър „Диалог“. Поставял е в повечето български театри, включително и в Народния театър „Иван Вазов“, а също така и в Учебния театър при НАТФИЗ. Има много постановки на опери, оперети и мюзикъли. Сценарист, режисьор и продуцент на много документални и няколко игрални филма. Издава няколко книги със свои драматизации и пиеси. През 2015 г. създава „Нов театър НДК“.

## Личен живот
Бойко Илиев е женен за дерматоложката д-р Мирослава Кадурина. Синът му Николай Илиев е също актьор и режисьор.

## Филмография

### Като актьор
- Памет (1985) – Павел
- Наследницата (тв, 1984)
- Бал на самотните (1981)
- Юмруци в пръстта (1980)
- Като белязани атоми (1979) – Пери

### Като сценарист
- Кажи здравей на татко (2007)

### Като режисьор
- „Пеперудите са свободни“ – игрален филм по театрален спектакъл
- „Бродещи души“ – игрален филм по театрален спектакъл
- Документалната поредица „Нежната власт“: филми за Лора Каравелова, Елисавета Багряна, Яна Язова, Дора Габе, Евгения Марс, Екатерина Ненчева, Екатерина Каравелова, Султана Рачо Петрова, и др.
- Документалната поредица „Политическите убийства“: филми за Стамболов, Димитър Петков, Яне Сандански, Алеко Константинов, Гео Милев и др.
- Документалната поредица „Апостолите“: филми за Бенковски, Волов, Каблешков, Райна Княгиня и др.
- Документалните филми „Да бъдеш или да не бъдеш“, „Живот като песен“, „Чикаго“, „Гласове от Буново“, „Якоруда“ и др.
- Документалната поредица „Светът и ние“: филми за Лондон, Ню Йорк, Цюрих, Авиньон, Париж, Стокхолм, Хелзинки, Монако, Верона, Лаго ди Гарда, Чикаго, Берлин и др.
- Документалният филм „Само ти, солдатино, чудесни“

### Като продуцент
- Игралните филми с режисьор Николай Илиев: „Чужденецът“, „Живи легенди“, „Нокаут“.

## Театрални постановки
- „Случка в зоопарка“ от Е. Олби,
- „Последната нощ на Сократ“ от Ст. Цанев,
- „Любовни булеварди“ мюзикъл от Ст. Цанев и Юри Ступел,
- „Подземният“ от Христо Бойчев, „Предложение“ от Чехов,
- „Стриптийз в открито море“ от Славомир Мрожек,
- „Жълтата къща“ от Д. Цончев,
- „Когато гръм удари“ от Яворов,
- „В полите на Витоша“ от Яворов
- „Това е абсурд“ от Иван Кулеков,
- „Убийството на Гонзаго“ от Н. Йорданов,
- „Житие и страдание“ по Софроний
- „Идиот“ по Достоевски,
- „Калигула“ от Камю,
- „След репетицията“ от Бергман,
- „Играем Стритдберг“ от Дюренмат,
- „Нора“ от Ибсен,
- „Хубавата Клара“ от Фасбиндер,
- „Бог“ от Уди Алън,
- „Антигона в Ню Йорк“ от Гловацки,
- „Макбет“ от Х. Мюлер и Шекспир,
- „Както ви харесва“ от Шекспир,
- „Укротяване на опърничевата“ от Шекспир,
- „Хамлет“ от Шекспир,
- „Подли, отчаяни, ненужни“ от Д. Милев,
- „Постоянството на веселието и мръсотията“,
- „Криминале“ от Буковски,
- „Секскомедия в лятна нощ“ от Уди Алън,
- „Децата на Кенеди“ от Р. Патрик
- „Нирвана“ от К. Илиев,
- „Котка върху горещ ламаринен покрив“ от Т. Уилямс
- „Осъдени души“ по Д. Димов, „Хъшове“ от Ив. Вазов,
- „Милионерът“ от Йовков,
- „Двуглавият орел“ от Кокто,
- „Яворов, Мина и Лора в часа на синята мъгла“ по Яворов,
- „Търновската царица“ по Ем. Станев,
- „Крадецът на праскови“ по Ем. Станев,
- „Кожа и небе“ от Д. Динев,
- „Госпожица Юлия“ от Стриндберг,
- „Сватбата на Фигаро“ от Бомарше,
- „Жорж Данден“ от Молиер,
- „Пролетно тайнство“ по Гриинхалч
- „Манхатън, Второ авеню“ от Н. Саймън,
- „Сентрал парк уест“ от Уди Алън,
- „Жан и Беатрис“ от К. Фрешет,
- „Случайна среща“ от Ерик Чапъл,
- „Апартаментът“, „Амадеус“ по П. Шафър,
- „Поручик Бенц“ по Д. Димов,
- „Откриването“ по П. Турини,
- „Краят на дъгата“ от П. Куилтър,
- „Майстори“ от Рачо Стоянов,
- „Колко е важно да бъдеш сериозен /без извинения/“ от Т. Томас

"Антихрист" по Ем. Станев
"Търновската царица"  по Ем. Станев
"На изток от Рая" по Джон Стайнбек
"Фитнес" от Жак дьо Декер
"Железният светилник" по Д. Талев
"Преспанските камбани"  по Д. Талев
"Язовецът"  по Ем. Станев
"Великият Гетсби" /"Ухание на пури и джаз"/ по Фицджералд
Постановки в Националната опера и балет
- „Амадеус“ (части от „Отвличане от Сарая“),
- „Вълшебната флейта“,
- „Сватбата на Фигаро“,
- „Дон Жуан“

Оперети
- „Царицата на чардаша“,
- „Графиня Марица“

Мюзикъли
- „Исус Христос суперзвезда“ от А. Л. Уебър и Тим Райс,
- „Зоро“ от Джон Камерън и Джипси Кингс,
- „Чикаго“ и „Кабаре“от Джон Кандър, Боб Фос и Фред Еб,
- „Любов и смърт в Мулен Руж“ и др.

Драматизации по български и чужди литературни произведения
- „Осъдени души“ по Д. Димов,
- „Крадецът на праскови“ по Ем. Станев,
- „Тютюн“ по Д. Димов,
- „Антихрист“ по Ем. Станев,
- „Бай Ганьо“ по А. Константинов,
- „Левски“ по В. Мутафчиева,
- „Поручик Бенц“ по Д. Димов,
- „Търновската царица“ по Ем. Станев,
- „Язовецът“ по Ем. Станев,
- „На изток от рая“ по Стайнбек,
- „Красотата ще спаси света“ по Достоевски,
- „Подземните“ по Достоевски,
- „Криминале“ по Буковски,
- „Постоянството на веселието и мръсотията“ по Хармс, Кьоно, Ерофеев,
- „Ерато“ по Д. Фаулс,
- „Пролетно тайнство“ (Коко Шанел и Стравински),
- „Пълнолуние“ (Жорж Санд, Шопен и Дьолакроа),
- „Амадеус“ по П. Шафър и Моцарт,
- „Човекът-вълк“ по Флобер,
- „Фердинанд и Миранда“ по Д. Фаулс,
- „Огнена жена“ по Стриндберг.
- "Железният светилник" по Д.  Талев
- "Преспанските камбани"  по Д. Талев
- "Илинден" по Д.  Талев
- "Гласовете ви чувам" по Д.  Талев
- "Нежна е нощта" по Фицджералд
- "Великият Гетсби" по Фицджералд
- "Робин Худ" по Дюма
- "Роби" по  А. Страшимиров

## Книги
- „Режисьорските тетрадки на един двадесетгодишен старец“,
- „В часа на синята мъгла“
- "Драматизации по български литературни произведения" т. І
- "Драматизации по  чуждестранни литературни произведения" т.ІІ
- "Амадеус или Раждането на музиката"
- "Поручик Бенц"